# Daniel Benedicti Ekerman
Daniel Benedicti Ekerman, född 9 september 1735 i Linköping, Östergötlands län, död 3 oktober 1807 i Furingstads församling, Östergötlands län, svensk prästman, var kyrkoherde i Ljung och Flistad, sedan kontraktsprost i Furingstad.

## Biografi
Ekerman bedrev studier i Linköping och Uppsala, blev magister 1764, prästvigdes 1766, utnämnd till spinnhuspredikant i Norrköping 1770, spinnhuspredikant i Stockholm 1772, kyrkoherde i Ljungs församling 1777–1792, prost 1782, kontraktsprost i Gullbergs och Bobergs kontrakt 1788, kyrkoherde i Furingstads pastorat 1792 (tillträdde 1793), deputerad vid Jubelfesten i Uppsala 1793, död i Furingstad 1807. Gift 1775 med Beata Margareta Ståhle (1747-1807).

## Genealogi

### Föräldrar
- Bengt Ekerman, rådman
- Engel Österberg

### Barn
- Carl Ekerman (1775-1790).
- Christina Sophia Ekerman (1776-1802).
- Engel Maria Ekerman (1777-1813), gift 1807 med Johan Magnus Östergren (1773-1834), kyrkoherde i Sunds pastorat.
- Bengt Daniel Ekerman (1779-1827), lantbrukare.
- Anders Fredric Ekerman (1781-1785).
- Anna Catharina Ekerman (1783-1828), gift 1808 med Carl Axel Juringius (1777-1832), kyrkoherde i Kimstads pastorat, kontraktsprost.
- Hedvig Margareta Ekerman (1784-1838), gift 1809 med Adolf Fougberg (1768-1821), kyrkoherde i Asby pastorat.
- Jonas Eric Ekerman (1786-1802).
- Jacob Fredric Ekerman (*1788), komminister i Höreda pastorat, gift med Wesén från Norrköping.